# Компаньони, Джузеппе
Марко Джузеппе Компаньони (итал.  Marco Giuseppe Compagnoni; 3 марта 1754, Луго, Романья — 29 декабря 1833, Милан) — итальянский конституционалист, литератор и журналист, считается «отцом Триколора», итальянского национального флага.

## Биография
Сын Джованни Компаньони и Доменики Этторри, родился в одной из лучших знатных семей. Начал учиться ребёнком, добился особых успехов в философии и теологии, окончил обучение с отличием в 1776 г. Оставил семью, чтобы принять обеты.
В 1782 г. болонская библиографическая газета «Memorie Enciclopediche» опубликовала рецензию на небольшую поэму Компаньони La Fiera di Sinigaglia o sia saggio sul commercio («Ярмарка в Синигалье или будь мудрым в коммерции»), автор которого был указан под псевдонимом Ligofilo. Компаньони связался с редактором издания, адвокатом Джованни Ристори, и спустя немного времени началось его сотрудничество в газете в качестве внештатного автора. Ристори ценил энциклопедическую культуру уроженца Луго; ему сразу понравились отзывы Компаньони, написанные иронично, и в то же время остро.
К 1784 г. Компаньони стал постоянным сотрудником газеты, представляя среди рецензентов «метафизический» лагерь. В мае 1785 г. он принял предложение Ристори временно взять на себя руководство изданием. Учитывая, однако, что эта должность не оплачивалась, Компаньони нашел работу, соответствующую его «социальному статусу»: начал служить в качестве секретаря семьи Бентивольо д’Арагона. При этом продолжал работать в газете, которая в том же году изменила название на «Giornale Enciclopedico». В 1786 г. Ристори вернулся на своё прежнее место, и период временного «правления» Компаньони завершился.
В 1787 г. Ристори, устав от притеснений папской цензуры, закрыл газету и переехал в Венецианскую Республику. Компаньони также отправился в «Светлейшую столицу» вслед за семьей Бентивольо д’Арагона, при которой по-прежнему исполнял обязанности секретаря. Сотрудничал в венецианских изданиях «Il Giornalista veneto» и «Notizie del mondo» (1789—1794 гг.), выходивших под редакцией Антонио Грациози. Компаньони стал директором второй из названных газет. В качестве репетитора преподавал в своей сутане по окончании школьного дня в Колледже виллы Бентивольо, известной под именем «Viola», то есть «Виола» или «Фиалка». Там он сошелся с Джованни Баттиста Де Роландисом и Луиджи Дзамбони.
В 1794 г. Компаньони торжественно отрекся от священнических обетов в знак протеста против страшных пыток, которым подвергались узники Трибунала инквизиции. В январе 1796 г. основал в Венеции собственную газету «Mercurio d’Italia». Десятилетие, проведенное в городе на берегах лагуны сыграло решающую роль для интеллектуального роста: Компаньони знал многих выдающихся людей, таких как В. Дандоло, А. Ф. Стелла и граф Пеполи; в частности отношения с Дандоло переросли в настоящую дружбу, которая длилась всю жизнь до смерти венецианского мыслителя в 20-е годы XIX века. В октябре 1796 г., на волне потрясений, захлестнувших Апеннинский полуостров после вторжения революционной французской армии, Компаньони уехал из Венеции в Феррару.
Обратившись к идеям Просвещения, стал генеральным секретарем Циспаданской Республики. Избран депутатом Конгресса, заседавшего в Реджо-Эмилия, где стал автором многочисленных законопроектов, в том числе касающихся налогов и образования. 7 января 1797 г. первым предложил учредить штандарт или «флаг Циспаданы трех цветов: зелёного, белого и красного, используемых также в циспаданской кокарде, которую надлежит носить всем». 25 января 1797 г. выступил с важнейшей речью о необходимости отделения гражданской власти от духовной. В том же году администрация Циспаданской Республики вверила Компаньони первую в Европе кафедру конституционного права, учрежденную в Феррарском университете.
Вследствие слияния Циспаданской и Транспаданской республик и образования на их месте объединенной Цизальпинской республики переехал в Милан, где занимал различные должности — сначала депутата, затем члена кассационного суда, вплоть до возвращения австрийцев в августе 1799 г.
В ломбардийской столице Компаньони в мае 1798 г. основал новую газету, «Monitore Cisalpino». Ориентированная в бонапартистском духе, газета защищала в Италии идеи французской Директории. Сам Компаньони стал одним из функционеров цизальпинской администрации.
После вторжения русско-австрийских войск под командованием А. В. Суворова бежал в Париж и вернулся в Милан в 1800 г. после победы французов в битве при Маренго. Стал профессиональным бюрократом Цизальпинской республики, которая позднее была преобразована в Итальянскую Республику, а затем — в королевство Италию. Занимал, в числе прочих, должность секретаря Государственного Совета. По инициативе Наполеона был награждён орденом Железной короны, высшей гражданской наградой.
В 1814 г., после падения Наполеона, Компаньони пришлось оставить государственную карьеру в королевстве Италия. Он посвятил себя литературному и издательскому делу, благодаря чему мог возместить отсутствие пенсии (администрация Габсбургов отказалась признать за ним право на пенсию, которую он ждал в награду за свою политическую деятельность в предыдущее пятнадцатилетие). Сотрудничал в основном с печатниками Антонио Фортунато Стелла и Джанбаттиста Сонцоньо. Несмотря на некоторые трения с новой властью, сотрудничал также в таком проавстрийском журнале, как «Biblioteca Italiana», хотя никогда не отрекался от своих политических убеждений.
Провел всю оставшуюся жизнь в Милане, ставшем его второй родиной.

## Основные труды
- La Fiera di Sinigaglia o sia saggio sul commercio (1782)
- Gli Arcani svelati, o sia il Cagliostrismo smascherato (1791)
- Lettere piacevoli se piaceranno (raccolta dell’epistolario tra Compagnoni e il marchese Francesco Albergati Capacelli, Venezia 1792).
- Chimica per le donne (1796).
- Epicarmo ossia lo Spartano. Dialogo di Platone ultimamente scoperto (1797)
- Elementi di diritto costituzionale democratico, ossia Principj di giuspubblico universale (1798).
- Le veglie del Tasso (Parigi, 1800).
- Storia Dei Tre Imperi: Russo, Austriaco, Ottomano;
- Storia dell’America, в 28 томах.
- Anti-Mitologia (sermone in versi sciolti), Milano 1825.
- Teorica Dei Verbi Italiani.
- Memorie autobiografiche, volume di ricordi (1825)
- Vita letteraria del cav. Giuseppe Compagnoni scritta da lui medesimo (1834)
- Opere di Procopio di Cesarea, Storia segreta e gli Edifizii, Milano, 1828.